# أمريكيون لاتينيون آسيويون
الأمريكيون اللاتينيون الآسيويون (أحيانًا اللاتينيون الآسيويون) هم أمريكيون لاتينيون من أصل آسيوي. كان المهاجرون الآسيويون إلى أمريكا اللاتينية إلى حد كبير من شرق آسيا أو غرب آسيا. تاريخيًا، يتمتع الآسيويون في أمريكا اللاتينية بتاريخ طويل في المنطقة، بدءًا من المهاجرين الفلبينيين في القرن السادس عشر. حدثت ذروة الهجرة الآسيوية في القرنين التاسع عشر والعشرين. ويبلغ عدد السكان الآسيويون في أمريكا اللاتينية في الوقت الحالي أكثر من أربعة ملايين نسمة، أي ما يقرب من 1% من سكان أمريكا اللاتينية. الصينيون واليابانيون واللبنانيون هم أكبر السلالات الآسيوية. تشمل المجموعات العرقية الرئيسية الأخرى الفلبينيين والسوريين والهنود والكوريين. تعد البرازيل الموطن لأكبر من حيث عدد سكان ذات الأصل شرق آسيوي، ويقدر عددهم بـ 2.08 مليون نسمة. تعد البرازيل أيضًا موطنًا لنسبة كبيرة من المتحدرين من غرب آسيا. مع ما يصل إلى 5% من السكان لديهم درجة معينة من الأصول الصينية، فإن البيرو والمكسيك لديهما أعلى نسبة من أي بلد آخر من السكان ذو الأصل شرق آسيوي. على الرغم من أن التعداد الرسمي الأخير، والذي اعتمد على التعريف الذاتي، أعطى نسبة أقل بكثير.
كانت هناك هجرة ملحوظة من هذه المجتمعات في العقود الأخيرة، بحيث يوجد الآن مئات الآلاف من الأشخاص من أصل آسيوي من أمريكا اللاتينية في كل من اليابان والولايات المتحدة.

## التاريخ

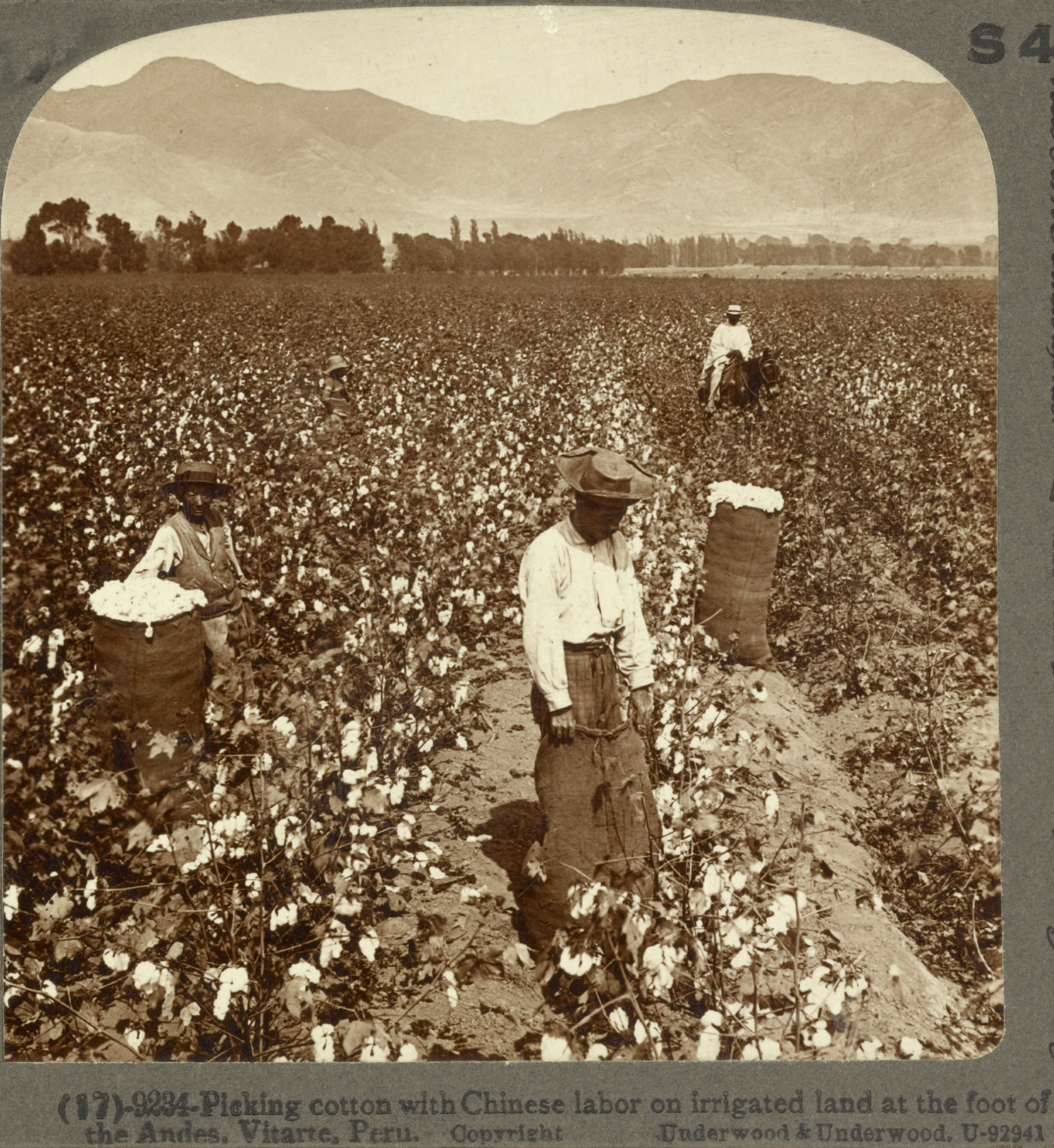
المهاجرون الصينيون العاملون في محصول القطن (1890) في البيرو.

كان أول الأمريكيين اللاتينيين الآسيويين هم الفلبينيون الذين شقوا طريقهم إلى أمريكا اللاتينية (في المقام الأول إلى كوبا والمكسيك وثانيًا إلى كولومبيا وبنما وبيرو) في القرن السادس عشر، جُلب الكثير منهم بوصفهم عبيد وأفراد طاقم وسجناء خلال الحكم الاستعماري الإسباني للفلبين. من خلال النيابة الملكية لإسبانيا الجديدة، وعاصمتها مدينة مكسيكو. لمدة قرنين ونصف (بين 1565 و1815) أبحر العديد من الفلبينيين والصينيين على متن سفن مانيلا-أكابولكو غاليون، للمساعدة في احتكار الإمبراطورية الإسبانية للتجارة. بعض هؤلاء البحارة لم يعودوا أبدًا إلى الفلبين ويمكن العثور على العديد من أحفادهم في مجتمعات صغيرة حول باها كاليفورنيا وسونورا ومكسيكو سيتي وبيرو وغيرها، مما يجعل الفلبينيين أقدم مجموعة عرقية آسيوية في أمريكا اللاتينية.
وكان الآسيويون الجنوبيون موجودين بأشكال مختلفة في أمريكا اللاتينية لعدة قرون وبحلول القرن التاسع عشر ارتفع التدفق إلى المنطقة بشكل كبير. كان هذا التدفق السريع لمئات الآلاف من الآسيويين الجنوبيين الذكور بشكل رئيسي بسبب الحاجة إلى خدم بالسخرة. ويرتبط هذا إلى حد كبير بإلغاء العبودية السوداء في مستعمرات الكاريبي في عام 1834. وبدون عقود بالعمل الحر وطبقة عاملة معادية، كان على السلطات الاستعمارية الهولندية أن تجد البديل - بالعمالة الآسيوية الرخيصة
.

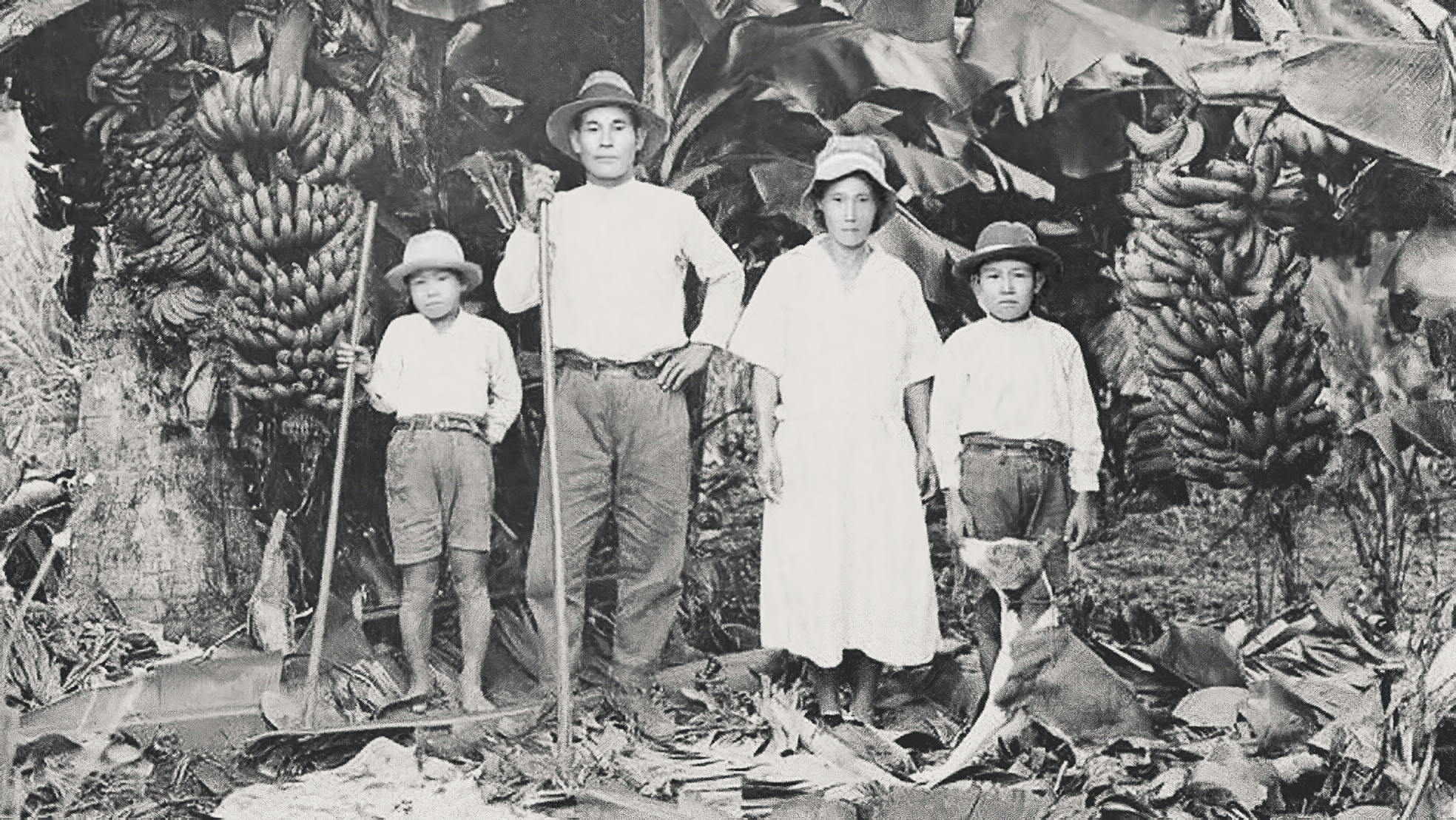
عائلة مهاجرة يابانية في البرازيل

أصبح العديد من هؤلاء السكان المهاجرين ثابتين في بلدانهم المقيمين بها، لدرجة أنهم اكتسبوا أسماء خاصة بهم. على سبيل المثال، أصبح الرجال الصينيون الذين يعملون في الأعمال الزراعية معروفين باسم "الكوليون، حمالون أو عمال غير بارعين". في حين أن هؤلاء العمال الآسيويين المستوردين كانوا في البداية مجرد بديل لعمال الزراعة العبيد، فقد بدأوا تدريجياً في دخول قطاعات أخرى مع تطور الاقتصاد. ولم يمض وقت طويل حتى دخلوا في المزيد من الأعمال الحضرية وقطاع الخدمات. في مناطق معينة، اندمج هؤلاء السكان مع الأقليات السكانية، مما أضاف تعريفًا آخر للنسب.
وفي بعض المناطق، تسبب هؤلاء السكان الجدد بنزاعات. وفي شمال المكسيك، أصبحت التوترات حتمية عندما بدأت الولايات المتحدة في منع الهجرة الصينية في أوائل ثمانينيات القرن التاسع عشر. أُعيد توجيه العديد ممن كانوا متجهين في الأصل إلى الولايات المتحدة إلى المكسيك. أدت الزيادة السريعة في عدد السكان والارتقاء إلى مكانة الطبقة المتوسطة / العليا إلى استياء قوي بين السكان المقيمين. هذه التوترات أدت إلى أعمال شغب. وفي ولاية سونورا، طُرد جميع السكان الصينيين في عام 1929.
اليوم، الغالبية العظمى من سكان أمريكا اللاتينية الآسيويين هم إما من شرق آسيا (أي الصينيين أو اليابانيين أو الكوريين)، أو من أصل غرب آسيوي (معظمهم لبنانيون أو سوريون). وصل الكثير منهم خلال النصف الثاني من القرن التاسع عشر والنصف الأول من القرن العشرين. توقفت الهجرة اليابانية في الغالب بعد الحرب العالمية الثانية (باستثناء الاستيطان الياباني في جمهورية الدومينيكان)، في حين انتهت الهجرة الكورية في الغالب بحلول الثمانينيات، ولا تزال الهجرة الصينية مستمرة في عدد من البلدان.
كان توطين لاجئي الحروب بسيطًا للغاية: فقد ذهب بضع عشرات من الجنود الكوريين الشماليين السابقين إلى الأرجنتين بعد الحرب الكورية، وذهب بعض الهمونغ إلى غيانا الفرنسية بعد حرب فيتنام.

## الأدوار في العمل
خدم الأمريكيون اللاتينيون الآسيويون وظائف مختلفة خلال فترة عملهم عمال بأجور منخفضة في أمريكا اللاتينية. وفي النصف الثاني من القرن التاسع عشر، كان ما يقرب من ربع مليون مهاجر صيني في كوبا يعملون في المقام الأول في مزارع السكر. تولى "الكوليون" الصينيون الذين هاجروا إلى بيرو العمل في سكة حديد الأنديز وحقول ذرق الطيور. بمرور الوقت، تقدم الصينيون للحصول على عمل في المراكز الحضرية تجار، وأصحاب مطاعم، وفي صناعة الخدمات. وبحلول العقد الثاني من القرن التاسع عشر، حقق ما يقرب من 25 ألف مهاجر صيني في المكسيك نجاحاً نسبياً في الشركات الصغيرة، والبيروقراطية الحكومية، والدوائر الفكرية. في ثلاثينيات القرن التاسع عشر، قامت الحكومتان الاستعمارية البريطانية والهولندية أيضًا باستيراد عمال من جنوب آسيا  يعملون خدم مستأجرين في أماكن مثل ترينيداد وتوباغو، وسورينام، وكوراساو، وغويانا البريطانية (أعيد تسميتها لاحقًا بغوايانا). وفي مطلع القرنين التاسع عشر والعشرين، وصل المهاجرون اليابانيون إلى البرازيل والبيرو. مثل الصينيين، غالبًا ما عمل اليابانيون خدم بالسخرة وعمال بأجور منخفضة في المزارع. وكانت عقود العمل اليابانية قصيرة الأجل بشكل ملحوظ أكثر من عقود العمل الصينية، وكانت الحكومة اليابانية تراقب العملية عن كثب لردع سوء استخدام العقود والتلاعب بها. وفي كلتا الحالتين، كان تدفق العمال الآسيويين المهاجرين لملء الفراغ الذي تركته القوى العاملة في أمريكا اللاتينية بعد إلغاء العبودية. كان أصحاب العمل من جميع الأنواع في حاجة ماسة إلى بديل منخفض التكلفة لعبيدهم، لذلك تحول بديل أولئك الذين لم يشاركوا في أي عمليات استعباد غير قانونية إلى استقطاب المهاجرين الآسيويين.

## التوزيع الجغرافي

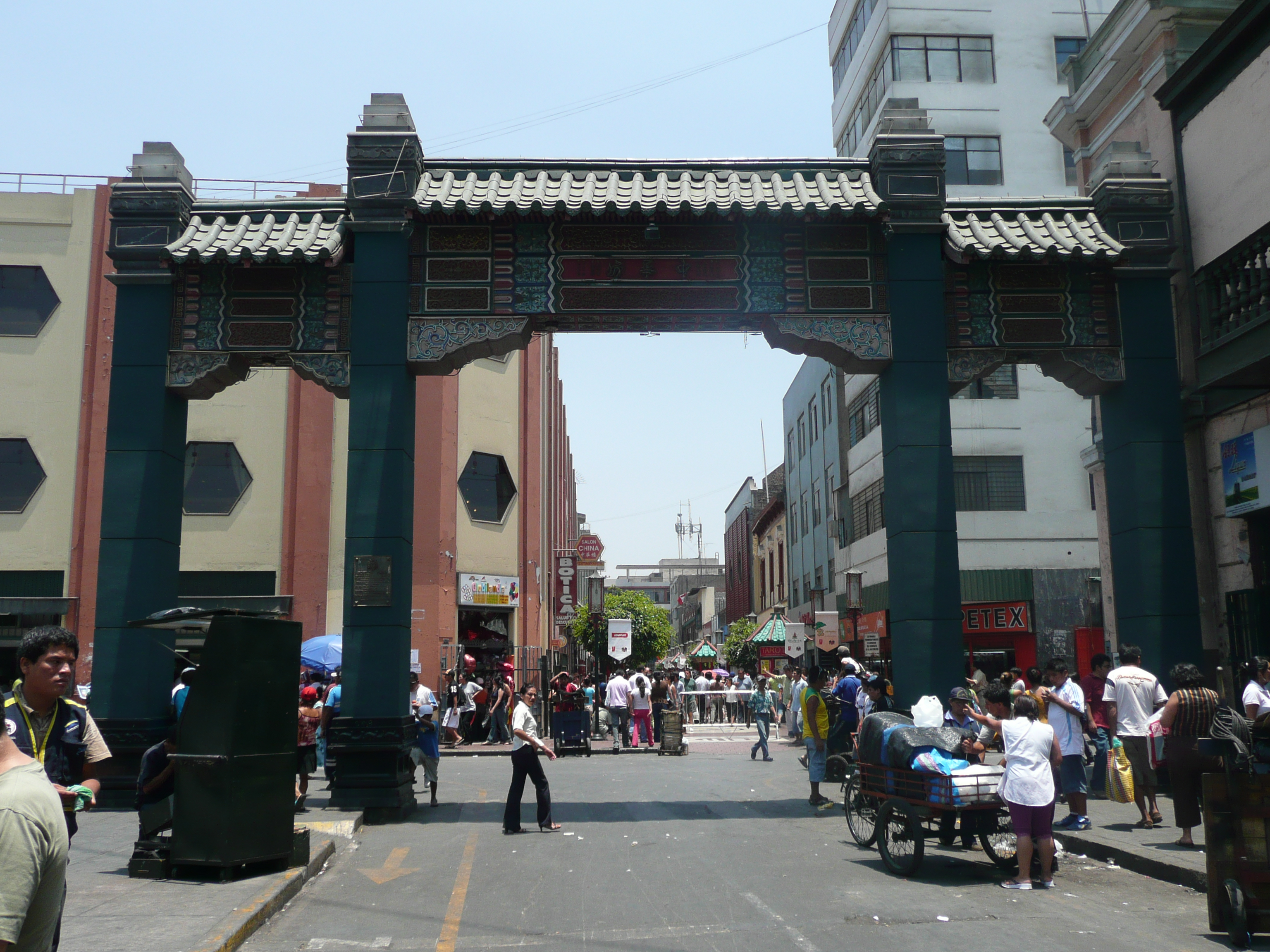
الحي الصيني، ليما-بيرو.

أربعة ونصف مليون أمريكي لاتيني (ما يقرب من 1٪ من إجمالي سكان أمريكا اللاتينية) هم من أصل آسيوي. قد يكون العدد أعلى بالملايين، بل وأكثر من ذلك إذا ضُمن جميع الذين لديهم أصول جزئية. على سبيل المثال، يقدر عدد البيروفيين الآسيويين بنحو 5% من السكان هناك، لكن أحد المصادر يضع عدد جميع البيروفيين الذين لديهم على الأقل بعض الأصول الصينية عند 5 ملايين، وهو ما يعادل 20% من إجمالي سكان البلاد
.

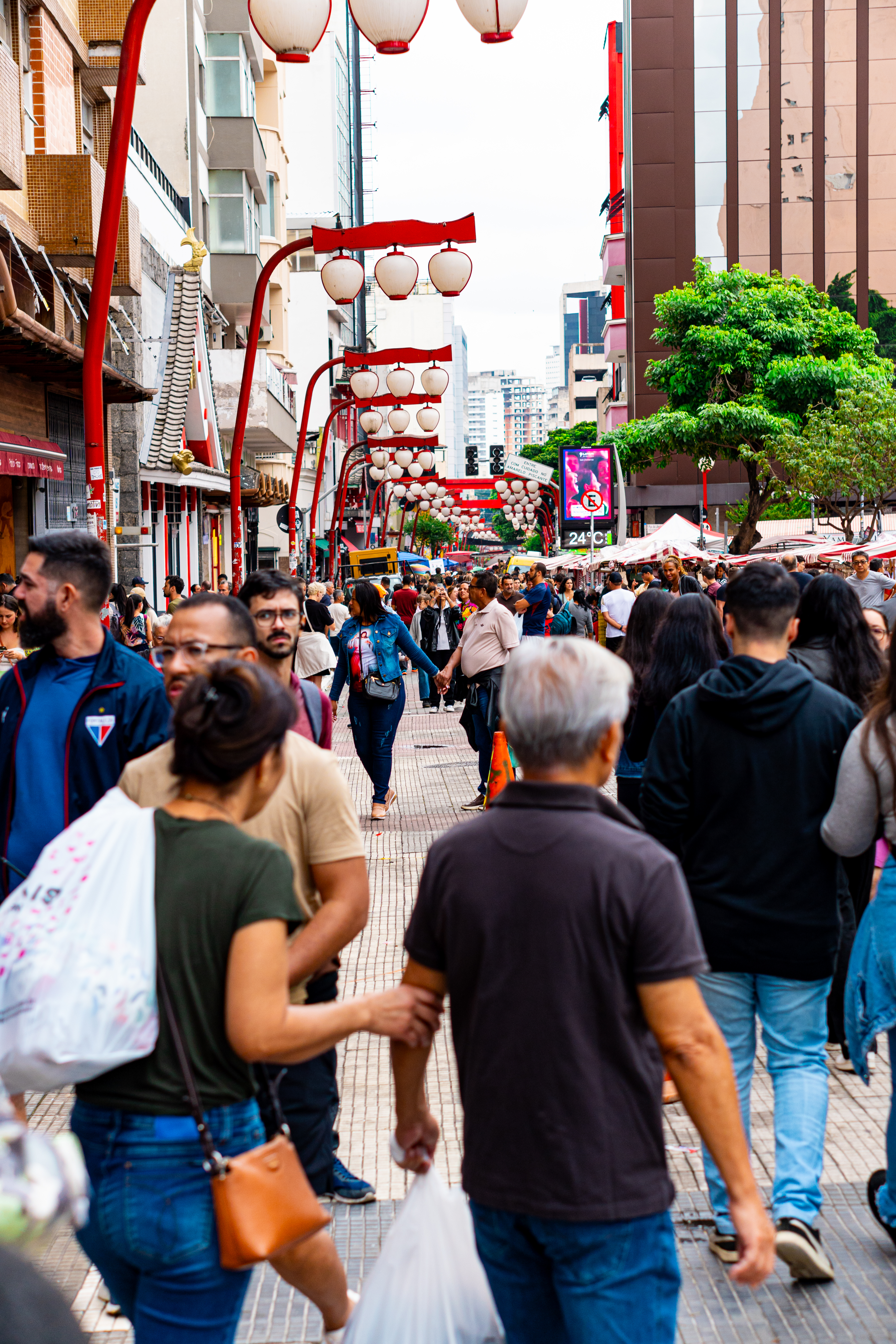
حي ليبردادي Liberdade هو حي طوكيو الصُغرى في ساو باولو.

الصينيون هم أكبر مجموعة سكانية آسيوية في أمريكا اللاتينية. توجد أعداد كبيرة من السكان من أصل صيني في بيرو وفنزويلا والبرازيل وكولومبيا والأرجنتين وكوبا وجمهورية الدومينيكان وبنما ونيكاراغوا وبورتوريكو والمكسيك وكوستاريكا (حيث يشكلون حوالي 1٪ من إجمالي السكان؛ أو حوالي 9000 مقيم). نيكاراغوا هي موطن لـ 14000 شخص من العرق الصيني؛ الأغلبية يقيمون في ماناغوا وعلى ساحل البحر الكاريبي. توجد أيضًا مجتمعات صغيرة من الصينيين، والتي يبلغ عددها المئات أو الآلاف، في الإكوادور ومختلف دول أمريكا اللاتينية الأخرى. تعد العديد من دول أمريكا اللاتينية موطنًا للأحياء الصينية.
معظم المنحدرين من أصل ياباني يقيمون في البرازيل وبيرو والأرجنتين والمكسيك وبوليفيا وكولومبيا وباراغواي. يتمتع البيروفيون اليابانيون بمكانة اقتصادية كبيرة في بيرو. العديد من أعضاء مجلس الوزراء البيروفي السابق والحالي هم من أصل آسيوي، ولكن على وجه الخصوص البيروفيين اليابانيين شكلوا جزء كبير من أعضاء مجلس الوزراء في بيرو والرئيس السابق ألبرتو فوجيموري هو من أصل ياباني وهو حاليًا الأمريكي اللاتيني الآسيوي الوحيد الذي شغل منصب رئيس دول  في أمريكا اللاتينية. تعد البرازيل موطنًا لأكبر جالية يابانية خارج اليابان، حيث يبلغ عددهم حوالي 1.7 مليون نسمة. وتضم البرازيل أيضًا 10 آلاف هندي، و5000 فيتنامي، و4500 أفغاني، و2900 إندونيسي، و1000 فلبيني.
الشعب الكوري هم ثالث أكبر مجموعة من الأمريكيين اللاتينيين الآسيويين. أكبر مجتمع لهذه المجموعة موجود في البرازيل (خاصة في المنطقة الجنوبية الشرقية) ويبلغ عددهم 51.550 نسمة. ثاني أكبر تجمع يقع في الأرجنتين، ويبلغ عددهم 23603 نسمة ومعها الأحياء الكورية النشطة في بوينس آيرس. يوجد أكثر من 10000 كوري في غواتيمالا، والمكسيك،  ويتواجدون في المجتمعات النشطة في مونتيري، غوادالاخارا، كواتزاكوالكوس، يوكاتان ومكسيكو سيتي. يوجد أكثر من 1000 كوري في تشيلي وباراغواي وفنزويلا وهندوراس وبيرو حيث أُنتخب جونغ هيونغ وون، وهو مواطن بيروفي من أصل كوري، عمدة لمدينة تشانشاميو. وهو أول عمدة من أصل كوري في بيرو وكل أمريكا اللاتينية. هناك مجتمعات صغيرة ومهمة (أقل من 1000 نسمة) في كولومبيا وكوبا والإكوادور وبوليفيا وكوستاريكا وبنما وجمهورية الدومينيكان وأوروغواي وبورتوريكو وهايتي.

## المجتمعات المهاجرة

### اليابان

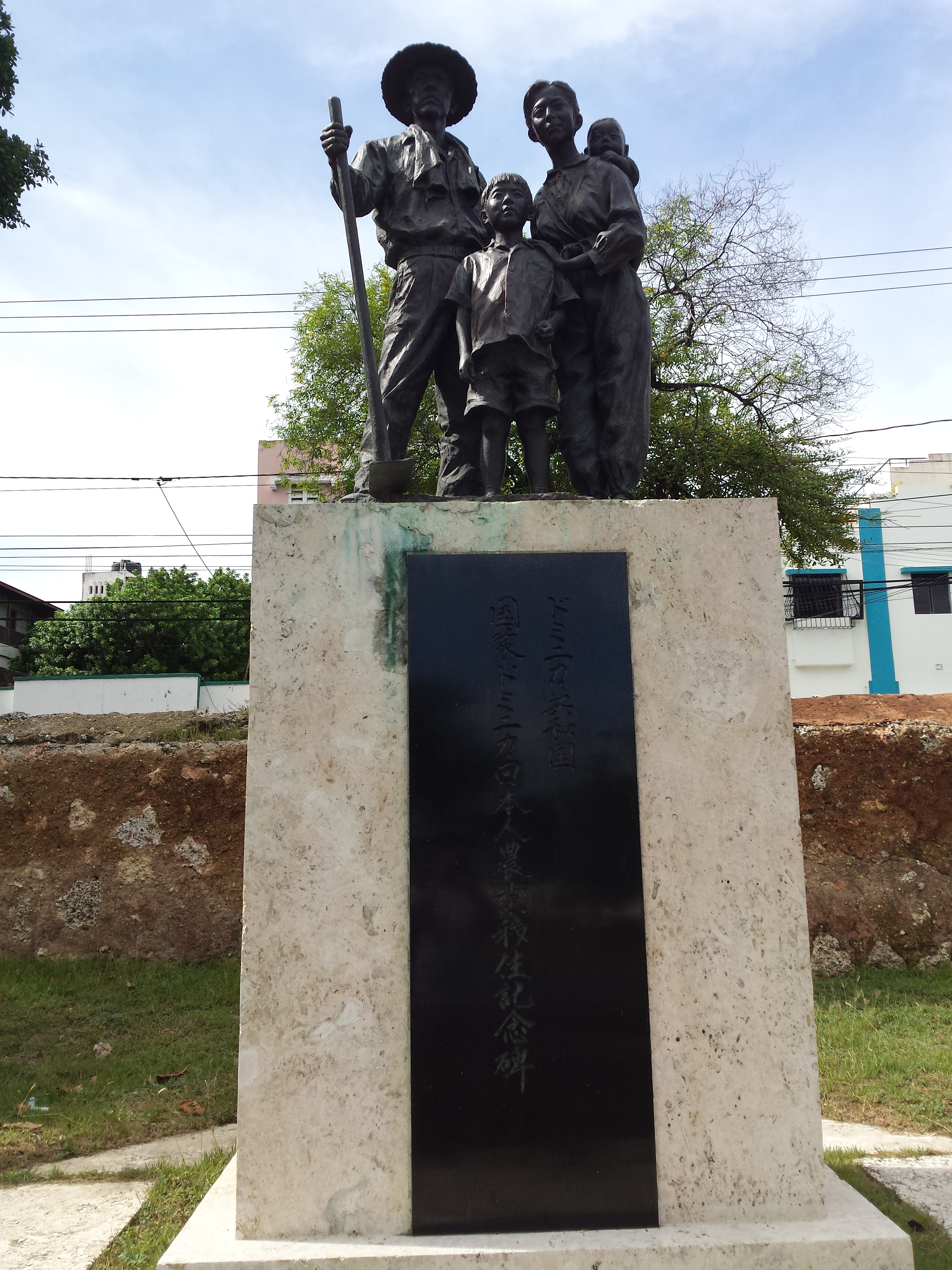
نصب تذكاري مخصص للمهاجرين اليابانيين في سانتو دومينغو (باسيو بيليني).

بلغ عدد المهاجرين البرازيليين اليابانيين إلى اليابان 250.000 في عام 2004، مما يشكل ثاني أكبر عدد من المهاجرين في اليابان. تحمل تجاربهم أوجه تشابه مع تجارب المهاجرين اليابانيين من بيرو، الذين غالبًا ما يمتهنون وظائف منخفضة الدخل يشغلها عادةً الأجانب.

### الولايات المتحدة
في التعداد السكاني الأمريكي لعام 2000، حُدد 119,829 أمريكيًا من أصل إسباني أو لاتيني على أنهم من العرق الآسيوي وحده. في عام 2006، قدرت دراسة للمجتمع الأمريكي التابعة لمكتب الإحصاء عددهم بـ 154,694 نسمة، في حين أن التقديرات السكانية الرسمية، قدرتهم بـ 277,704 نسمة.

## التركيبة
| البلد              | الصينيون في الخارج | يابانيو المهجر | الكوريون  | شتات فلبيني | آخرون         | المراجع             |
| ------------------ | ------------------ | -------------- | --------- | ----------- | ------------- | ------------------- |
| Argentina          | لا بيانات          | 65,000         | 23,063    | 15,000      | 2,000         |                     |
| Bolivia            | لا بيانات          | 14,178         | 654       | 39          | لا بيانات     |                     |
| Brazil             | 350,000            | 2,000,000      | 50,281    | 1,000       | لا بيانات     | [ 3 ] [ 28 ] [ 29 ] |
| Chile              | No data            | 4,000          | 2,700     | 800         | لا بيانات     |                     |
| Colombia           | لا بيانات          | 3,000          | 900       | 17,000      | [ 31 ] [ 32 ] |                     |
| Costa Rica         | 9,170              | لا بيانات      | لا بيانات | لا بيانات   | لا بيانات     | [ 8 ] [ 33 ]        |
| Cuba               | لا بيانات          | 1200           | 900       | لا بيانات   | لا بيانات     | لا بيانات           |
| Dominican Republic | لا بيانات          | 847            | 675       | لا بيانات   | لا بيانات     |                     |
| Ecuador            | 95,000             | 434            | 714       | لا بيانات   | لا بيانات     |                     |
| El Salvador        | 2,140              | 176            | 151       | No data     | 103           |                     |
| Guatemala          | 13,700             | 288            | 12,918    | لا بيانات   | لا بيانات     | [ 34 ] [ 35 ]       |
| Honduras           | 1,415              | 422            | لا بيانات | لا بيانات   | لا بيانات     | [ 9 ]               |
| Mexico             | 90,000             | 75,000         | 30,000    | 100,000     | 1,300         |                     |
| Nicaragua          | 14,000             | 145            | 745       | لا بيانات   | لا بيانات     |                     |
| Panama             | 258,886            | 456            | 421       | لا بيانات   | لا بيانات     | تاتيانا علي         |
| Paraguay           | لا بيانات          | 9,484          | 5,039     | لا بيانات   | لا بيانات     |                     |
| Peru               | 1,300,000          | 160,000        | 1,493     | 160         | لا بيانات     | [ 3 ] [ 41 ]        |
| Puerto Rico        | >2,200             | 10,486         | 109       | 9,832       | لا بيانات     |                     |
| Uruguay            | No data            | 3,456          | 216       | لا بيانات   | لا بيانات     |                     |
| Venezuela          | لا بيانات          | 2,000          | 1,000     | لا بيانات   | 10,000        |                     |